# Austin Kincaid
Austin Kincaid (Asheville, Carolina del Norte; 14 de enero de 1980) es una actriz pornográfica estadounidense. Ha rodado más de un centenar de películas desde que debutara en el año 2001.

## Biografía
Antes de dedicarse al cine para adultos trabajó como camarera y como bailarina. Posteriormente empezó a aparecer en revistas masculinas.
Su primera actuación ante las cámaras se produjo en 2001 rodando para una de las series del sitio web Naughty America, de hecho, es frecuente verla trabajar para ese portal. Entre sus películas más destacadas se encuentran títulos como : Control 2 (2004) y Jack's playground 27 (2005) rodadas para Digital Playground, la gonzo Double D POV 1 (2005), Flesh hunter 9 (2006) donde fue dirigida por Jules Jordan, American dreams (2006) producida por Wicked o Big tits at school 2 (2008) donde rodó para Brazzers.
Acaba de anunciar en su página de Myspace que se retira del porno para tener un trabajo "normal" en Carolina del Norte, aunque recordará gratamente su anterior etapa.

## Premios
- 2007 Premios AVN nominada - Mejor Actriz de Reparto en varias Películas (Fade to Black 2)
- 2007 Premios AVN nominada – Mejor Actriz en una Película (To Die For)
- 2007 Premios AVN nominada – Mejor Escena de Sexo Grupal en una Película (True Hollywood Twins)
- 2007 Premios AVN nominada – Mejor Escena de Sexo Grupal en una Película (Fade to Black 2)[3]